# مرونة عرض
إذا كان التغير القليل في ثمن سلعة ينشأ عنه تغيير كبير في الكميات المعروضة منها، يقال (في هذه الحالة) إن العرض لهذه السلعة مرنا.
ويكون العرض مرنا في الأجل القصير إذا كانت هناك كميات كبيرة مخزونة من السلعة تعرض في السوق أو تسحب منه حسب ارتفاع أو انخفاض الثمن.
ويكون هذا بالنسبة للسلع غير القابلة للتلف التي يمكن الاحتفاظ بها إلى حين ارتفاع مستوى الأسعار.
أما السلع التي يتعذر خزنها لمدد طويلة فيتصف عرضها بعدم المرونة، مثل الأسماك والخضروات وغيرها.
وتتوقف مرونة العرض على القانون في الأجل الطويل، وهو القانون الذي تخضع له السلعة من حيث أنتاجها، فالمنتجات التي تخضع لقانون الغلة المتناقصة يكون عرضها غير مرن (كالمنتجات الزراعية)، أما المنتجات التي تخضع لقانون الغلة المتزايدة التي يمكن زيادة المعروض منها بسرعة فيتصف عرضها بالمرونة إلى درجات كبيرة. (كالمنتجات الصناعية).

## محددات مرونة العرض السوقية
1. 1- الطاقة الإنتاجية
2. 2- الفترة الزمنية لإنتاج السلعة
3. 3- قابلية السلعة للتخزين